# Andrena lazoiana
Andrena lazoiana là một loài Hymenoptera trong họ Andrenidae. Loài này được Osytshnjuk mô tả khoa học năm 1995.